# VC 4000
Lançado na Alemanha em 1978 pela Interton, o VC-4000 é um console de 8 bits que obtem como fonte um jogo baseado em cartucho. O console é bastante obscuro fora Alemanha, mas muitos sistemas de software compatíveis podem ser encontrados em muitos países europeus (consulte sistema 1292 Advanced Programmable vídeo). Ele é legal se a Interton realmente tem feita o VC 4000 a partir do zero ou se eles compraram os direitos e o design para produzir como muitas outras marcas já produziram sistemas semelhantes nos anos anteriores.
O VC-4000 é alimentado por uma Signetics 2650A, uma CPU igual ao Arcadia 2001) e um controlador de vídeo Signetics 2636. Os dois controladores são compostos de um teclado com doze chaves, 2 botões de comando e um joystick analógico. No joystick do console, o usuário pode encontrar uma opção Ativar/desativar e três botões: restart, Select e Start.

## Especificações Técnicas
- CPU: Signetics 2650A
- Controlador de vídeo: Signetics 2636